# Mistrzostwa Panamerykańskie w Judo 1988
17. Mistrzostwa panamerykańskie w judo odbywały się w 1988 roku w Buenos Aires. W tabeli medalowej tryumfowali judocy z Kuby.

## Klasyfikacja medalowa
| Miejsce | Państwo           |    |    |    | Razem |
| ------- | ----------------- | -- | -- | -- | ----- |
| 1       | Kuba              | 7  | 4  | 5  | 16    |
| 2       | Brazylia          | 5  | 0  | 7  | 12    |
| 3       | Stany Zjednoczone | 4  | 2  | 5  | 11    |
| 4       | Argentyna         | 1  | 3  | 2  | 6     |
| 5       | Portoryko         | 1  | 1  | 2  | 4     |
| 6       | Kanada            | 0  | 4  | 4  | 8     |
| 7       | Wenezuela         | 0  | 3  | 6  | 9     |
| 8       | Meksyk            | 0  | 1  | 0  | 1     |
| 9       | Chile             | 0  | 0  | 1  | 1     |
| .       | Paragwaj          | 0  | 0  | 1  | 1     |
| .       | Dominikana        | 0  | 0  | 1  | 1     |
| Razem   | Razem             | 18 | 18 | 34 | 70    |

## Medaliści

### Mężczyźni
| Konkurencja: | Złoto:          | Srebro:           | Brąz:                                      |
| −56 kg       | Luis Martínez   | Campanioni        | Sumio Tsujimoto Wilfredo Simancas          |
| −60 kg       | Sérgio Pessoa   | Jimmy Pedro       | Ignacio Sayú Gilberto García               |
| −65 kg       | Rogério Sampaio | Claudio Yafuso    | Ismael Borboña Vicente Céspedes            |
| −71 kg       | Luiz Onmura     | Federico Vizcarra | Rómulo Álvarez Jesús Mesa                  |
| −78 kg       | Andrés Franco   | Gastón García     | Renée-Claude Coté Manny Costa              |
| −86 kg       | Sandro López    | Jorge Bonnet      | Christophe Leininger José González Rosabal |
| −95 kg       | Aurélio Miguel  | Jorge Aguirre     | Leo White Belarmino Salgado                |
| ponad 95 kg  | Frank Moreno    | Enzo Gianelli     | Rogerio Cherobim Tom Greenway              |
| Open         | Frederico Flexa | Jorge Fiz Castro  | Enzo Gianelli Ángelo Ruiz                  |

### Kobiety
| Konkurencja: | Złoto:                 | Srebro:               | Brąz:                            |
| −45 kg       | Legna Verdecia         | Valerie Gotay         | Renata Silva Berta Osuna         |
| −48 kg       | Maricela Bonelli       | Lyne Poirier          | María Villapol María González    |
| −52 kg       | Maritza Pérez Cárdenas | Carmen Rodríguez      | Carla Melo Jo Anne Quiring       |
| −56 kg       | Cecilia Alacán         | Nathalie Gosselin     | Kate Donahoo                     |
| −61 kg       | Liliko Ogasawara       | Miriela Gener Alfonso | Maniliz Segarra Mariel Quintieri |
| −66 kg       | Odalis Revé            | Sandra Greaves        | Laura Martinel                   |
| −72 kg       | Christine Penick       | Alison Webb           | Hernández Soraia André           |
| ponad 72 kg  | Margaret Castro        | Florentina Quintana   | Jane Patterson Rosemeri Salvador |
| Open         | Margaret Castro        | Francis Gómez         | Soraia André Jane Patterson      |